# Trolle Siebenhaar
Trolle Siebenhaar ist ein dänisches Musikduo aus Kopenhagen, das aus der Sängerin Ane Trolle und dem Musiker Martin Siebenhaar besteht.

## Bandgeschichte
Ane Trolle hatte sich vor ihrer Begegnung mit Siebenhaar bereits als Sängerin in verschiedenen Musikgenres von Reggae bis Techno einen Namen gemacht. Martin Siebenhaar, dessen Vater Deutscher ist, war von 1999 bis 2004 Mitglied der Kopenhagener Skaband Furillo. Er ist unter dem Namen Pato zusätzlich als Solomusiker und Produzent unterwegs und ist bekannt für seine Technoperformances.
Die beiden Musiker lernten sich über gemeinsame Freunde in einem Reggae-Club kennen und begannen gemeinsam musikalisch zu experimentieren. Ihre Musik ist in der Kategorie Trip-Hop einzuordnen.
Im Mai 2007 erschien ihr Debütsong Sweet Dogs bei iTunes Dänemark, wurde dort zum meistverkauften Download-Hit und mit Gold ausgezeichnet. Mitte August kam das Lied dann in Deutschland in den Handel. 2008 folgt das Album Couple Therapy.

## Diskografie

### Studioalben
- Couple Therapy (2008)

### Singles
- Sweet Dogs (2007, DK: Gold)